# バレーボールルクセンブルク男子代表
バレーボールルクセンブルク男子代表は、バレーボールの国際大会で編成されるルクセンブルクの男子バレーボールナショナルチームである。

## 歴史
1951年に国際バレーボール連盟に加盟し、第3回大会の1956年世界選手権に出場した古参チームである。2000年代後半より欧州選手権予選の1次ラウンドから参戦しているが、現在ルクセンブルクが主としているのは欧州選手権小国部門であり、2004年大会と2009年大会で準優勝を飾っている。また、人口100万人未満のヨーロッパの小国であるルクセンブルクは欧州小国競技大会の参加資格があり、2005年大会は4位、2007年大会は3位、2009年大会は5位であった。

## 過去の成績

### 欧州小国競技大会の成績
- 2005年 - 4位
- 2007年 - 3位
- 2009年 - 5位

### 欧州選手権の成績
- 2007年 - 予選敗退
- 2009年 - 予選敗退
- 2011年 - 予選敗退

### 世界選手権の成績
- 1956年 - 24位